# Campeonato Mundial de Halterofilismo de 2010 - Até 58 kg feminino
A categoria até 58 kg feminino foi um evento do Campeonato Mundial de Halterofilismo de 2010, disputado no Centro de Exposição de Antália, em Antália, na Turquia, entre 18 e 19 de setembro de 2010. 

## Calendário
Horário local (UTC+3)
| Dia            | Horário | Fase    |
| -------------- | ------- | ------- |
| 18 de setembro | 20:30   | Grupo C |
| 19 de setembro | 09:30   | Grupo B |
| 19 de setembro | 15:00   | Grupo A |

## Medalhistas
| Evento    | Ouro               | Ouro   | Prata                    | Prata  | Bronze                   | Bronze |
| --------- | ------------------ | ------ | ------------------------ | ------ | ------------------------ | ------ |
| Arranque  | Pak Hyon-suk (PRK) | 103 kg | Nastassia Novikava (BLR) | 103 kg | Deng Wei (CHN)           | 102 kg |
| Arremesso | Deng Wei (CHN)     | 135 kg | Jong Chun-mi (PRK)       | 130 kg | Nastassia Novikava (BLR) | 130 kg |
| Total     | Deng Wei (CHN)     | 237 kg | Nastassia Novikava (BLR) | 233 kg | Jong Chun-mi (PRK)       | 230 kg |

## Recordes
Antes desta competição, o recorde mundial da prova era o seguinte:
| Recorde         | Tipo      | Atleta             | Peso   | Local  | Data                  |
| Recorde Mundial | Arranque  | Chen Yanqing (CHN) | 111 kg | Doha   | 3 de dezembro de 2006 |
| Recorde Mundial | Arremesso | Qiu Hongmei (CHN)  | 141 kg | Tai'an | 23 de abril de 2007   |
| Recorde Mundial | Total     | Chen Yanqing (CHN) | 251 kg | Doha   | 3 de dezembro de 2006 |

## Resultado
Os resultados foram os seguintes. 
| Pos.              | Atleta                        | Grupo | Peso  | Arranque (kg) | Arranque (kg) | Arranque (kg) | Arranque (kg)     | Arremesso (kg) | Arremesso (kg) | Arremesso (kg) | Arremesso (kg)    | Total |
| Pos.              | Atleta                        | Grupo | Peso  | 1             | 2             | 3             | Resultado         | 1              | 2              | 3              | Resultado         | Total |
| ----------------- | ----------------------------- | ----- | ----- | ------------- | ------------- | ------------- | ----------------- | -------------- | -------------- | -------------- | ----------------- | ----- |
| Medalha de ouro   | Deng Wei (CHN)                | A     | 57.54 | 93            | 102           | 102           | Medalha de bronze | 120            | 131            | 135            | Medalha de ouro   | 237   |
| Medalha de prata  | Nastassia Novikava (BLR)      | A     | 57.82 | 97            | 101           | 103           | Medalha de prata  | 128            | 128            | 130            | Medalha de bronze | 233   |
| Medalha de bronze | Jong Chun-mi (PRK)            | A     | 57.82 | 95            | 100           | 102           | 5                 | 126            | 130            | 132            | Medalha de prata  | 230   |
| 4                 | Alexandra Escobar (ECU)       | A     | 57.24 | 95            | 100           | 100           | 4                 | 120            | 124            | 127            | 4                 | 227   |
| 5                 | Yuliya Kalina (UKR)           | A     | 57.22 | 94            | 97            | 97            | 9                 | 117            | 122            | 126            | 5                 | 220   |
| 6                 | Wandee Kameaim (THA)          | A     | 57.76 | 93            | 96            | 96            | 6                 | 120            | 124            | 124            | 7                 | 216   |
| 7                 | Jackelina Heredia (COL)       | A     | 57.19 | 87            | 91            | 93            | 10                | 115            | 115            | 120            | 6                 | 213   |
| 8                 | Pimsiri Sirikaew (THA)        | B     | 57.69 | 89            | 92            | 92            | 15                | 115            | 118            | 120            | 8                 | 207   |
| 9                 | Marieta Gotfryd (POL)         | A     | 57.98 | 91            | 91            | 95            | 8                 | 110            | 113            | 113            | 14                | 205   |
| 10                | Yang Eun-hye (KOR)            | B     | 57.83 | 85            | 90            | 90            | 20                | 117            | 123            | 123            | 9                 | 202   |
| 11                | Patricia Domínguez (MEX)      | B     | 57.77 | 87            | 90            | 92            | 13                | 108            | 111            | 114            | 11                | 201   |
| 12                | Iulia Paratova (UKR)          | B     | 56.94 | 87            | 87            | 90            | 12                | 107            | 110            | 110            | 13                | 200   |
| 13                | Bediha Tunadağı (TUR)         | B     | 57.51 | 85            | 89            | 92            | 14                | 111            | 115            | 115            | 10                | 200   |
| 14                | Okta Dwi Pramita (INA)        | B     | 56.90 | 85            | 85            | 89            | 18                | 110            | 115            | 115            | 12                | 195   |
| 15                | Amanda Sandoval (USA)         | B     | 57.85 | 84            | 86            | 88            | 16                | 105            | 109            | 112            | 15                | 195   |
| 16                | Yusleidy Figueroa (VEN)       | C     | 56.50 | 83            | 85            | 85            | 21                | 104            | 108            | 111            | 17                | 187   |
| 17                | Sabine Kusterer (GER)         | B     | 57.51 | 83            | 83            | 85            | 22                | 98             | 98             | 101            | 21                | 184   |
| 18                | Aleksandra Klejnowska (POL)   | B     | 57.78 | 80            | 82            | 84            | 24                | 102            | 106            | 106            | 19                | 184   |
| 19                | Emily Quarton (CAN)           | C     | 57.98 | 80            | 83            | 83            | 26                | 100            | 100            | 104            | 18                | 184   |
| 20                | Annie Moniqui (CAN)           | C     | 57.34 | 79            | 82            | 84            | 23                | 96             | 99             | 101            | 20                | 183   |
| 21                | Fetie Kasaj (ALB)             | B     | 57.72 | 77            | 82            | 82            | 28                | 100            | 105            | 105            | 16                | 182   |
| 22                | Giorgia Bordignon (ITA)       | C     | 57.29 | 80            | 85            | 87            | 19                | 90             | 96             | 96             | 23                | 181   |
| 23                | Heidi Harju (FIN)             | C     | 57.90 | 82            | 86            | 86            | 17                | 95             | 98             | 98             | 25                | 181   |
| 24                | Chandreshori Devi (IND)       | C     | 57.74 | 80            | 80            | 85            | 25                | 98             | 98             | 103            | 22                | 178   |
| 25                | Manzurakhon Mamasalieva (UZB) | C     | 57.29 | 78            | 78            | 81            | 27                | 95             | 101            | 105            | 24                | 173   |
| 26                | Ayesha Al-Balooshi (UAE)      | C     | 54.48 | 40            | 42            | 45            | 29                | 52             | 58             | 61             | 27                | 103   |
| 27                | Muna Ahmed Saleh (UAE)        | C     | 54.40 | 40            | 40            | 42            | 30                | 50             | 55             | 58             | 26                | 98    |
| —                 | Pak Hyon-suk (PRK)            | A     | 57.67 | 102           | 102           | 103           | Medalha de ouro   | 130            | 130            | 130            | —                 | —     |
| —                 | Romela Begaj (ALB)            | A     | 57.71 | 95            | 97            | 97            | 7                 | 110            | 110            | 110            | —                 | —     |
| —                 | Ho Hsiao-chun (TPE)           | B     | 57.76 | 88            | 92            | 95            | 11                | 118            | 118            | 118            | —                 | —     |
| —                 | Wildry de los Santos (DOM)    | B     | 57.77 | 84            | 84            | 84            | —                 | —              | —              | —              | —                 | —     |
| —                 | Gongoryn Otgontuyaa (MGL)     | C     | 57.87 | 81            | 81            | 84            | —                 | 100            | 103            | 103            | —                 | —     |
| —                 | Pilar Bakam (CMR)             | C     | 57.93 | 70            | 75            | 78            | —                 | 90             | 95             | 95             | —                 | —     |